# نزاع لاجئي غرب بابوا
نزاع لاجئي غرب بابوا في أوائل عام 2006م اندلعت ضجة في إندونيسيا بسبب قرار الحكومة الأسترالية منح تأشيرات حماية مؤقتة لـ 42 من طالبي اللجوء في غرب بابوا. تسبب الجدل في توترات دبلوماسية، فضلا عن «حرب الرسوم الكاريكاتورية»، حيث تعرضت الصحف في إندونيسيا وأستراليا لضربات تجارية بشأن قرار يقول الإندونيسيون إنه يشكك في السيادة التي يتمتعون بها رسميا على غرب بابوا.
سبب هذه المشكلة قررj الحكومة الأسترالية من خلال إدارة الهجرة للسماح بتأشيرات دخول 42 لاجئًا وصلوا في يناير. جزء من القلق الإندونيسي يعتمد على السرعة التي تم بها معالجة طالبي اللجوء هؤلاء حيث تم معالجة اثنين وأربعين في غضون شهرين فقط، مع الموافقة على طالب اللجوء المتبقي في منتصف أبريل. اعتبرت الحكومة الإندونيسية هذه الخطوة بمثابة تحد مباشر، واستنتجت أن الموافقة على تأشيرات الحماية المؤقتة تشير إلى أن الحكومة الأسترالية اتفقت مع سكان بابوا الغربية على أنهم سيواجهون الاضطهاد إذا عادوا إلى ديارهم.

## الرسوم المتحركة
في 27 مارس 2006 نشرت صحيفة باكيات مرديكا الإندونيسية رسمًا كرتونيًا تحريريًا على الصفحة الأولى يصور رئيس الوزراء الأسترالي آنذاك جون هوارد ووزير الخارجية الأسترالي ألكسندر داونر على أنهم دنغو. كان الهدف من الرسوم الكاريكاتورية الاحتجاج على قبول الحكومة الأسترالية للاجئين من بابوا.
نشرت ذا ويكند الإسترالية رسمًا انتقاميًا من الرسوم الكاريكاتورية بواسطة بيل ليك في 1 أبريل 2006 يصور على ما يبدو الرئيس الإندونيسي سوسيلو بامبانج يودويونو كالكلب، يتزاوج مع مواطن من بابوا.
وصف ألكسندر داونر كل من الرسوم الكاريكاتورية بأنها «لا طعم لها وغريبة»، في حين قال أندي مالارانجينج المتحدث باسم الرئيس يودويونو أن الرسوم المتحركة «سيئة الذوق». رداً على الرسوم المتحركة الأسترالية طالب النشطاء الإندونيسيون في ماكاسار جنوب سولاويزي بطرد الضيوف الأستراليين من فنادقهم وفتشوا الفنادق عبر المدينة بحثًا عن السياح من البلاد.